# Luciana Genro

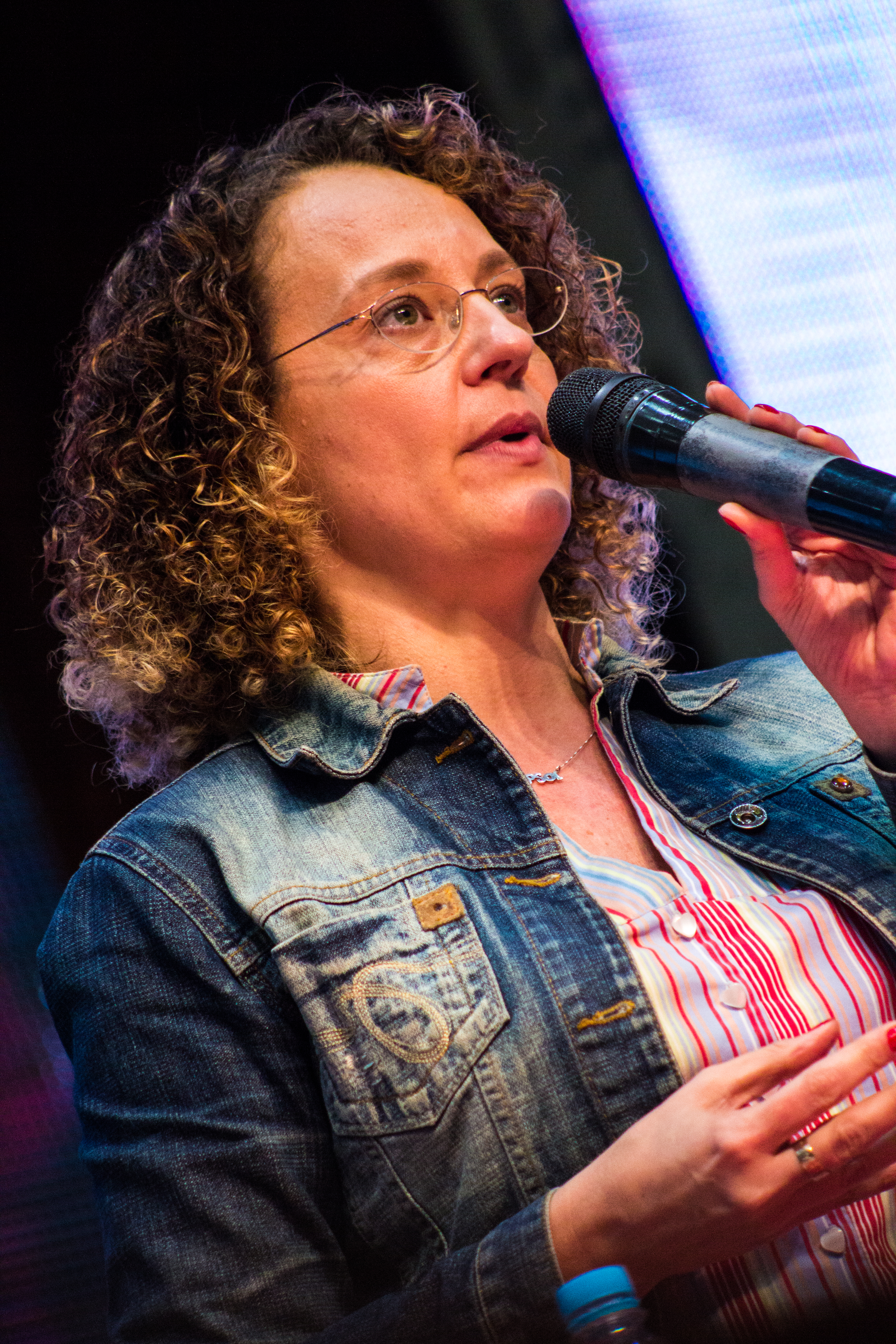
Luciana Genro (2015)

Luciana Krebs Genro (* 17. Januar 1971 in Santa Maria) ist eine brasilianische Politikerin, Abgeordnete im brasilianischen Parlament und Kandidatin der Partei Partido Socialismo e Liberdade (PSOL) für die brasilianische Präsidentschaftswahl im Jahr 2014. 

## Leben
Sie ist eine Tochter des ehemaligen Gouverneurs von Rio Grande do Sul, Tarso Herz Genro und der Ärztin Sandra Krebs Genro, großelterlicherseits ist sie deutscher Abstammung. Tarso Genro gehörte dem Partido dos Trabalhadores (PT) an, dem auch sie 1987 beitrat. 2005 war sie in den neugegründeten PSOL eingetreten.
Bis zu ihrer Wahl in die Legislativversammlung von Rio Grande do Sul 1994 arbeitete sie als Englischlehrerin.

## Politische Laufbahn
| Wahl                                          | Amt                         | Partei | gewählt | Stimmen              | Amtszeit                            |
| --------------------------------------------- | --------------------------- | ------ | ------- | -------------------- | ----------------------------------- |
| Wahlen 1994                                   | Landesabgeordnete           | PT     | ja      |                      | 1. Januar 1995 – 31. Januar         |
| Wahlen 2002                                   | Bundesabgeordnete           | PT     | ja      |                      | 1. Februar 2003 – 31. Dezember 2011 |
| Wahlen 2008                                   | Stadtpräfektin Porto Alegre | PSOL   | nein    | 72.863               |                                     |
| Wahlen 2014                                   | Präsidentschaft             | PSOL   | nein    | 1.612.186 (4. Platz) |                                     |
| Wahlen 2018 Landeswahlen in Rio Grande do Sul | Landesabgeordnete           | PSOL   | ja      | 73.865               | seit 1. Februar 2019 (2019–2023)    |